# Coefficiente di maturazione
Il coefficiente di maturazione è una grandezza che indica il grado di proteolisi di un formaggio.
La proteolisi durante la produzione di formaggio consiste nella lisi a carico delle proteine del latte con produzione di peptidi e amminoacidi liberi. Gli amminoacidi a loro volta reagiscono in modo differente a seconda del pH (che varia durante la maturazione aumentando): a pH più bassi vengono decarbossilati ad ammine mentre successivamente a pH più alcalino sono favorite le ossidazioni. 
Il coefficiente di maturazione (Cmat) è definito come rapporto percentuale di azoto libero su azoto totale:
{\displaystyle C_{\mathrm {mat} }=100{\frac {N_{\mathrm {solubile} }}{N_{\mathrm {tot} }}}}
A seconda del valore del coefficiente si possono distinguere vari tipi di formaggio:
- inferiore a 15: formaggi crudi;
- tra 15 e 30: formaggi a pasta dura;
- tra 30 e 50: formaggi a pasta molle con poche muffe;
- tra 50 e 80: formaggi a pasta molle con elevata presenza di muffe.